# Chartreuse d'Erfurt
La chartreuse du Mont-Saint-Sauveur d'Erfurt (en latin : Domus montis Sancti Salvatoris) est une ancienne chartreuse située au sud de la vieille ville d'Erfurt près de la Löbertor. Les Chartreux en furent les propriétaires de 1374 à 1803.

## Histoire
Les moines de l'ordre des chartreux commencent la construction de leur chartreuse en 1372. L'église est consacrée en 1375 et le monastère comprend quatorze moines et six frères convers, dont le prieur est Heinrich Roeckel. Cette chartreuse était une fondation de la chartreuse de Neuzell.
Les bienfaiteurs, bourgeois de la ville ou noblesse des environs, font de riches donations, et le petit peuple donne son obole, si bien que bientôt la chartreuse comprend vingt-quatre cellules. Les moines font une fondation en 1383, la chartreuse d'Eisenach. Au milieu du XVe siècle, son sous-prieur Jakob de Jüterbog appelle à la réforme dans l'Église. L'apogée de la chartreuse de poursuit jusqu'à la fin du XVe siècle, elle est un haut lieu de la pensée spirituelle, en particulier de la pensée scolastique, surtout sous le priorat de Johannes von Hagen (1415-1475), dit Johannes Indaginis. Les moines sont peu touchés par la crise de la Réforme protestante, mais la chartreuse est directement dirigée par le chapitre général des Chartreux à la fin du XVIe siècle, au lieu de son prieur, ce qui laisse deviner un passage troublé.
La chartreuse connaît aussi des moments difficiles pendant la guerre de Trente Ans, elle est reconstruite entre 1702 et 1728 dans un style baroque délicat. Près d'un siècle plus tard, les trésors de son église sont dérobés au moment de la sécularisation de 1803, lorsque les lois du gouvernement français dispersent les moines et nationalisent la chartreuse. La vaste bibliothèque est attribuée à l'université d'Erfurt et le mobilier liturgique disparaît. Les bâtiments monastiques passent ensuite à l'État, puis sont vendus en appartements en 1805. Ils souffrent d'un incendie en 1845.
L'église baroque est encore debout de nos jours. Un projet de la fin des années 1990 voulait la transformer en bureaux et les locaux adjacents, dont une grande partie est démolie à cette époque, devaient être rénovés en appartements. Ce projet est en cours.[réf. nécessaire]